# Out Run
Out Run är ett arkadspel från 1986, skapat av Sega. Spelaren styr en röd Ferrari Testarossa som ses bakifrån/ovanifrån, och det gäller att köra så snabbt som möjligt från kontroll till kontroll. När spelet startade kunde spelaren även välja en radiostation på bilens stereo. Låtarna, som bidrog till spelets popularitet, var "Splash Wave", "Passing Breeze" och "Magical Sound Shower". Grafiken var för sin tid ovanligt bra; hårdvaran i arkadversionen användes även till spel som After Burner och Space Harrier.

### Webbkällor
- Wallin, Florian (21 augusti 2011). ”Out Run på Konsolinfo.se”. Konsolinfo. Arkiverad från originalet den 18 april 2013. https://archive.today/20130418173408/http://www.konsolinfo.se/recensioner/smsoutrun.php.